# Quello che ho
Quello che ho è il primo album in studio del cantautore italiano Davide De Marinis, pubblicato nel 1999. Anticipato dal singolo Cambiare aria uscito nel 1998.
Nel 2000 è stata pubblicata una ristampa dell'album, con l'aggiunta di due brani inediti: Chiedi quello che vuoi, presentato al Festival di Sanremo 2000 nella sezione "Nuove Proposte", e Gino, con il quale l'artista partecipò al Festivalbar dello stesso anno.

## Tracce
1. Troppo bella
2. Cambiare aria
3. I sentimenti nascono
4. Se davvero
5. Solo in città
6. Ciò che cerco
7. Come il sale
8. Quello che ho
9. Non mi basti mai!
10. Ho chiuso gli occhi

### Sanremo Edition
1. Chiedi quello che vuoi
2. Gino
3. Troppo bella
4. Cambiare aria
5. I sentimenti nascono
6. Se davvero
7. Solo in città
8. Ciò che cerco
9. Come il sale
10. Quello che ho
11. Non mi basti mai!
12. Ho chiuso gli occhi